# Artur Pizarro
Artur Pizarro (né à Lisbonne en 1968) est un pianiste portugais de renommée internationale.

## Biographie
Artur Pizarro a commencé les études de piano à Lisbonne avec Campos Coelho, professeur de piano au Conservatoire de musique de Lisbonne, à l'âge de trois ans. À cinq ans, il travaille avec le pianiste Sequeira Costa, toujours à Lisbonne. En 1977, après que Sequeira Costa a obtenu le poste de Professeur distingué de piano à l'University of Kansas, Artur l'a suivi à Lawrence (Kansas) aux États-Unis. Il a continué de travailler avec Sequeira Costa jusqu'en 1990, à l'exception d'une brève interruption durant laquelle Artur a étudié avec d'autres enseignants, dont Aldo Ciccolini, Géry Moutier et Bruno Rigutto au Conservatoire de Paris.
Artur Pizarro a donné son premier concert public à l'âge de trois ans, au conservatoire de musique de Lisbonne. Il a fait ses débuts télévisés à la Radio Télévision du Portugal à l'âge de quatre ans. Le jeune Pizarro a recommencé de se produire en public à l'âge de treize ans avec un récital au Théâtre São Luíz de Lisbonne et a fait ses débuts de concertiste avec l'Orchestre de la Fondation Gulbenkian la même année.

### Concours de musique
Artur Pizarro a obtenu le premier prix en 1987 à la Vianna da Motta International Music Competition, le premier prix en 1988 au Greater Palm Beach Symphony Competition, et le premier prix en 1990 au Concours international de piano de Leeds.

## Discographie
Artur Pizarro a une large discographie chez Linn Records, ainsi que Naxos, Hyperion Records, Collins Classics (en), et d'autres labels, et il est « Yamaha-supported artist ».